# 용마산역
용마산역(龍馬山驛, Yongmasan station) 또는 용마폭포공원역(Yongma Falls Park station)은 서울특별시 중랑구 면목4동에 위치한 서울 지하철 7호선의 전철역이다. 인근에 용마산이 있어 이를 역명으로 채택하였다.

## 역사
- 1996년 10월 11일 : 서울 지하철 7호선 장암역~건대입구역 개통과 함께 영업 개시
- 2016년 1월 23일 : 3번 출구 에스컬레이터 개통과 함께 심야 주박역이 됨

## 역 구조
승강장은 2면 2선의 곡선 상대식으로 스크린도어가 설치되어 있다. 출구는 3개가 있다. 지하 4층에 승강장이 있어서 역 깊이가 깊은 편이다. 승강장과 열차 사이의 간격이 넓으므로 승·하차시 발이 빠지지 않도록 주의하여야 한다.

### 승강장
| 사가정 ↑ |
| \| 상    |
| ↓ 중곡   |

| 상행 | ● 서울 지하철 7호선 | 상봉 · 태릉입구 · 노원 · 도봉산 · 장암 방면   |
| 하행 | ● 서울 지하철 7호선 | 건대입구 · 강남구청 · 논현 · 온수 · 석남 방면 |

## 역 주변
- 서울중곡초등학교
- 서울면남초등학교
- 면목4동행정복지센터
- 면목4동치안센터
- 면목사회복지관
- 용마산
- 용마폭포공원
- 중랑청소년수련관
- 북부운수

## 이용객 변동
| 노선  | 노선   | 일평균 인원수 (명/일) | 일평균 인원수 (명/일) | 일평균 인원수 (명/일) | 일평균 인원수 (명/일) | 일평균 인원수 (명/일) | 일평균 인원수 (명/일) | 일평균 인원수 (명/일) | 일평균 인원수 (명/일) | 일평균 인원수 (명/일) | 일평균 인원수 (명/일) | 각주  |
| 노선  | 노선   | 2000년                | 2001년                | 2002년                | 2003년                | 2004년                | 2005년                | 2006년                | 2007년                | 2008년                | 2009년                | 각주  |
| ----- | ------ | --------------------- | --------------------- | --------------------- | --------------------- | --------------------- | --------------------- | --------------------- | --------------------- | --------------------- | --------------------- | ----- |
| 7호선 | 승차   | 6,257                 | 7,466                 | 7,781                 | 8,272                 | 8,043                 | 7,909                 | 7,744                 | 7,630                 | 7,491                 | 7,282                 | [ 1 ] |
| 7호선 | 하차   | 5,545                 | 6,459                 | 6,738                 | 7,246                 | 7,087                 | 7,014                 | 6,862                 | 6,718                 | 6,657                 | 6,549                 | [ 1 ] |
| 7호선 | 승하차 | 11,802                | 13,924                | 14,520                | 15,518                | 15,131                | 14,922                | 14,606                | 14,348                | 14,148                | 13,831                | [ 1 ] |
| 노선  | 노선   | 2010년                | 2011년                | 2012년                | 2013년                | 2014년                | 2015년                | 2016년                | 2017년                |                       |                       | [ 1 ] |
| 7호선 | 승차   | 7,325                 | 7,282                 | 6,864                 | 6,643                 | 6,528                 | 6,523                 | 6,513                 | 6,427                 |                       |                       | [ 1 ] |
| 7호선 | 하차   | 6,601                 | 6,559                 | 6,227                 | 6,065                 | 6,069                 | 6,180                 | 6,100                 | 5,981                 |                       |                       | [ 1 ] |
| 7호선 | 승하차 | 13,926                | 13,840                | 13,091                | 12,708                | 12,597                | 12,703                | 12,613                | 12,408                |                       |                       | [ 1 ] |

## 사진

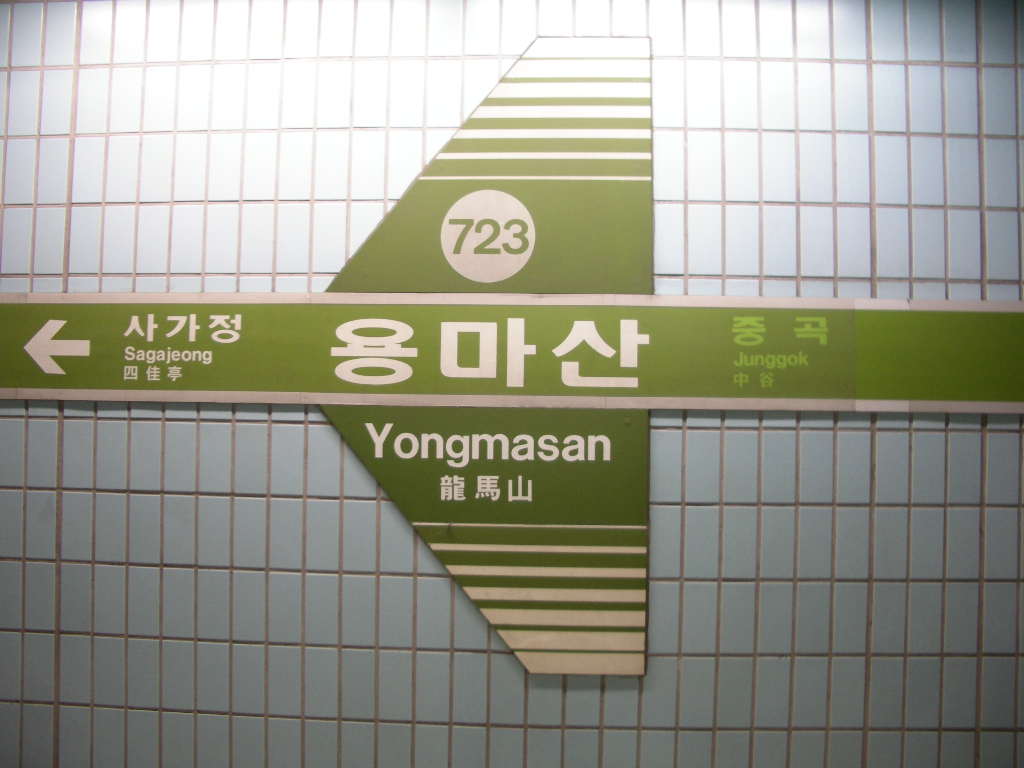
역명판
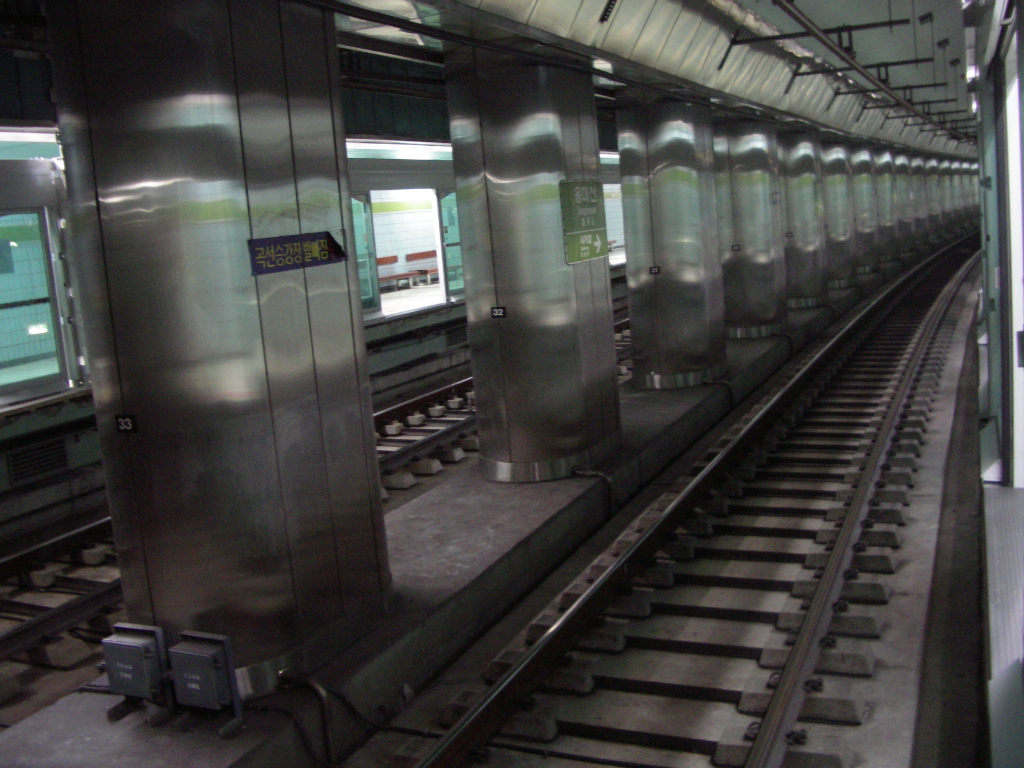
승강장. 스크린도어로 인해 보이지 않는 안쪽 선로 부분이다.
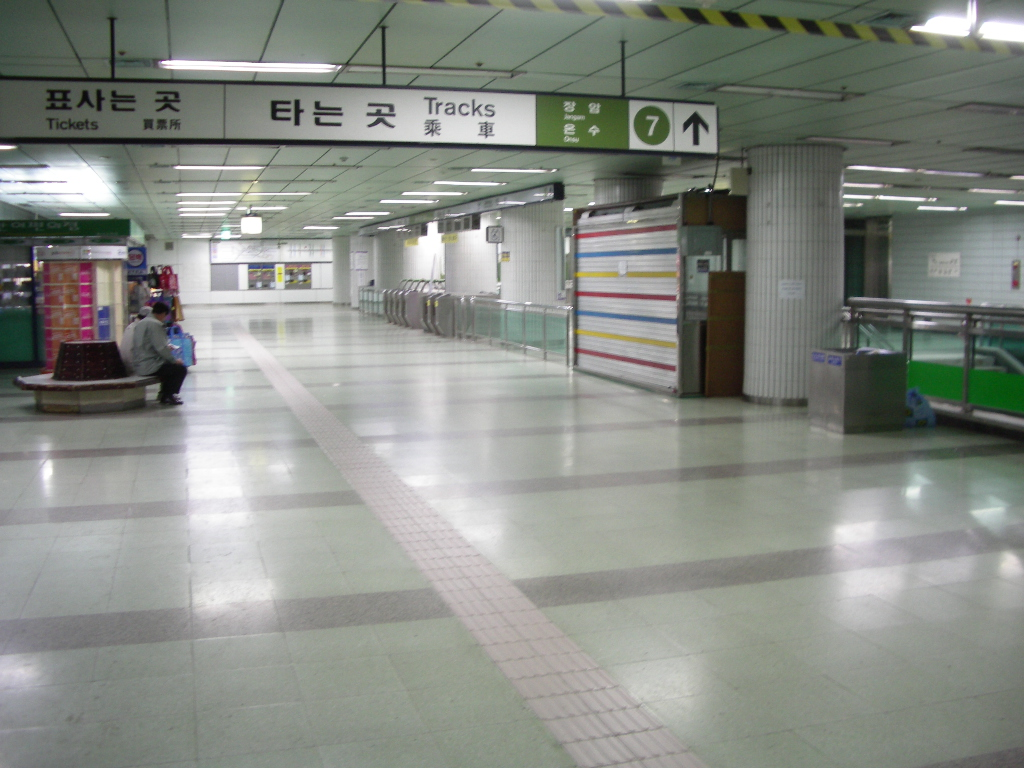
지하 1층 대합실.
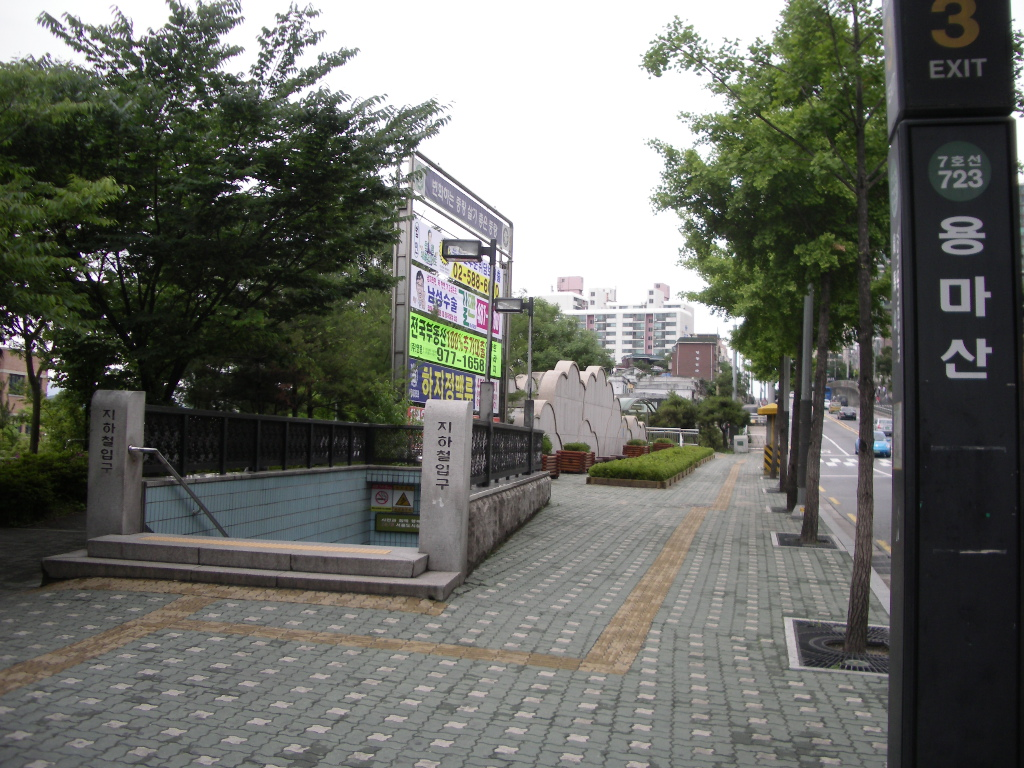
3번 출입구(2008년 6월)
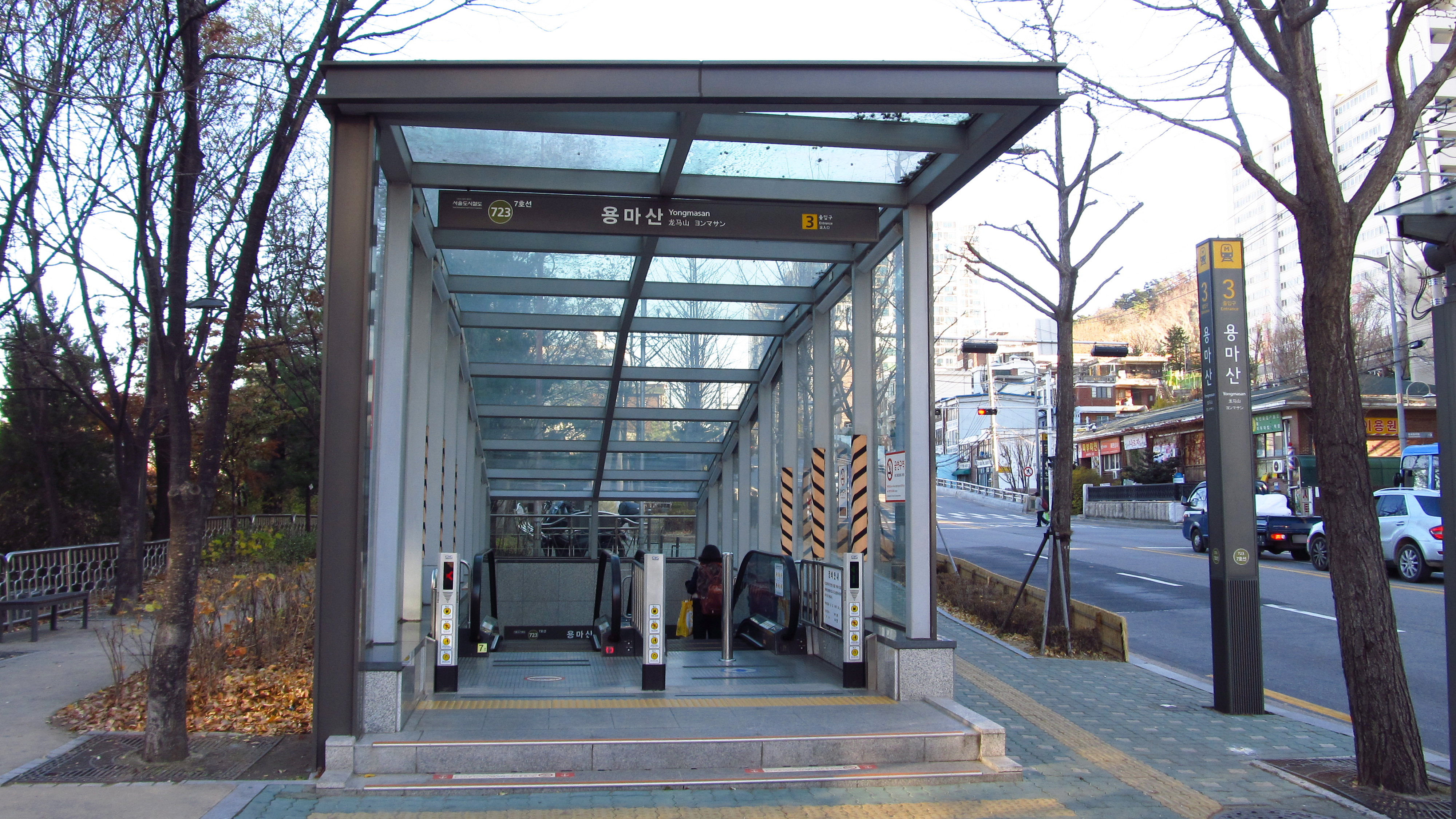
3번 출입구(2018년 11월).
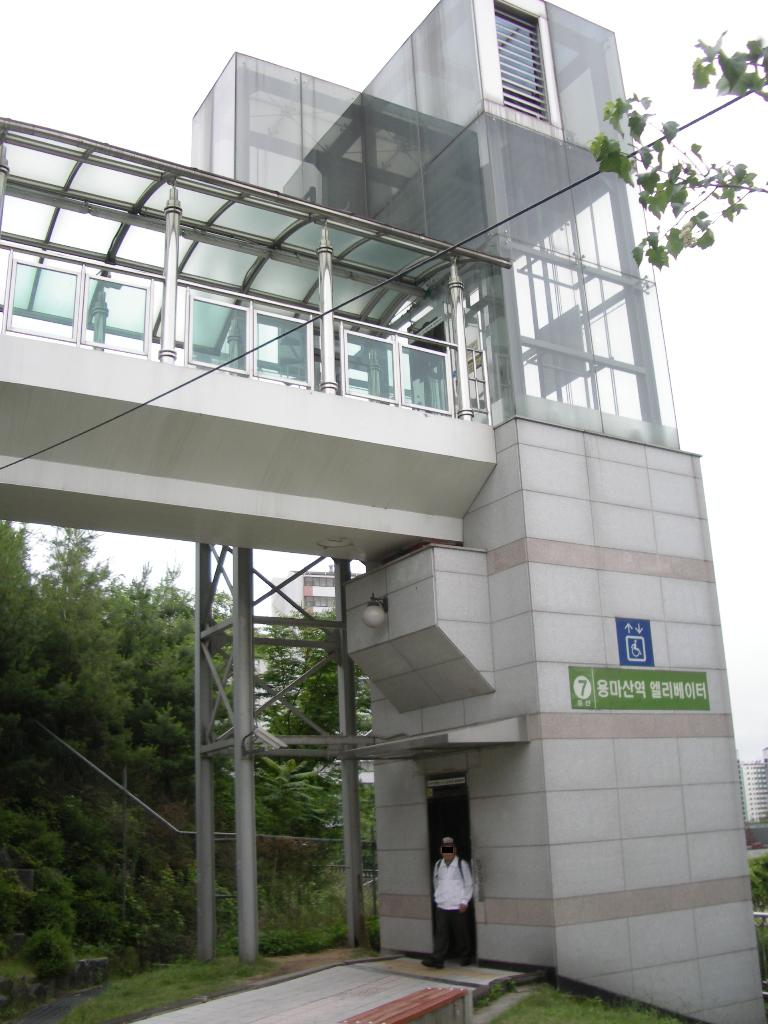
승강기. 고도 차이가 있어서 낮은 1번 출입구 쪽과 높은 3번 출입구 쪽 모두 탈 수 있다.
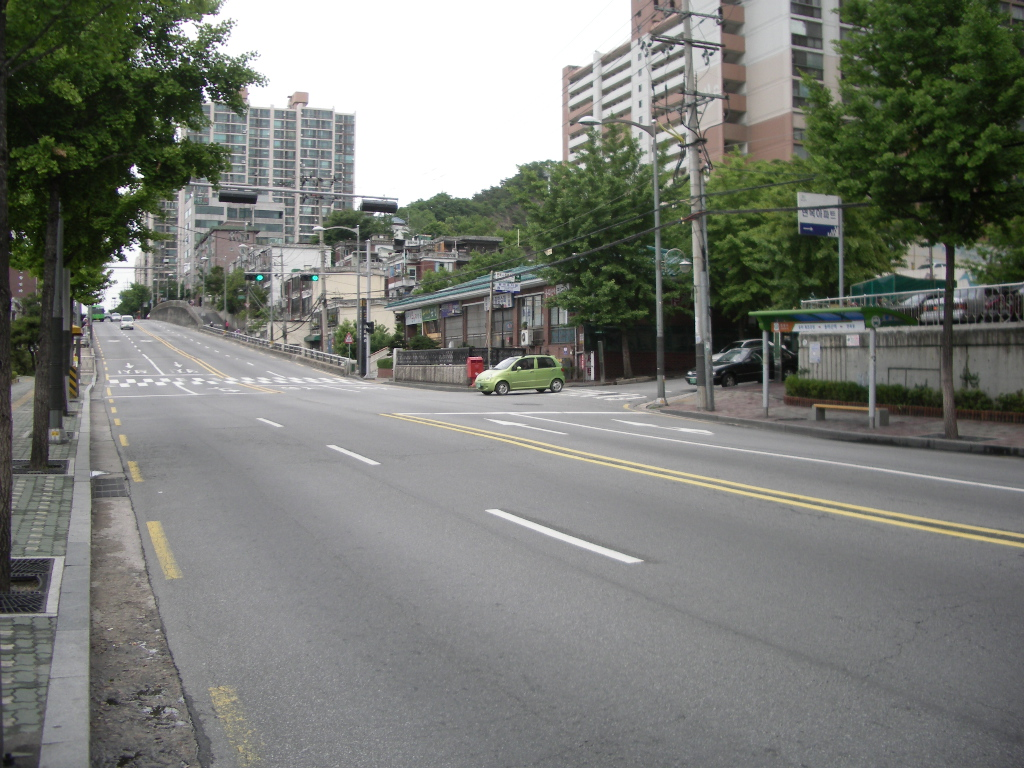
용마산역 주변. 산자락에 아파트와 주택가가 위치해 있다.
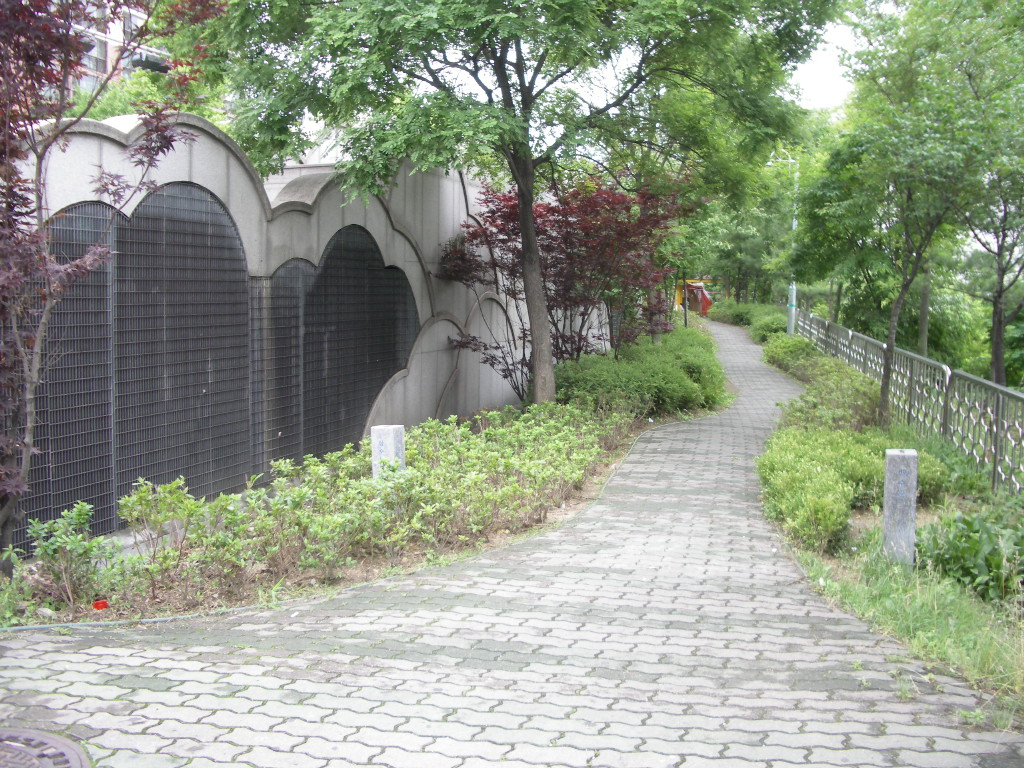
환풍구. 주변은 마을 마당 형태의 작은 공원으로 조성되어 있다.

## 인접한 역
| 서울 지하철 7호선    | 서울 지하철 7호선   | 서울 지하철 7호선  |
| -------------------- | ------------------- | ------------------ |
| 722 사가정 장암 방면 | ● 서울 지하철 7호선 | 724 중곡 석남 방면 |